# نورهان
نورهان ( انگلیسی: Nourhanne؛ عربی: نورهان؛ زادهٔ ۵ ژوئن ۱۹۷۷) خواننده ارمنی‌تبار اهل لبنان است. وی از سال ۲۰۰۳ میلادی تا کنون در سبک موسیقی عربی فعالیت می‌کند.

## زندگی‌نامه
وی در ۵ ژوئن ۱۹۷۷ ‏در به دنیا آمد . وی با ترانه "Ta’a Habibi" نامزد یورودنس شد.

## آلبوم‌ها
- شکلو کیف ۲۰۰۳
- حبیبی تعا ۲۰۰۹

## جوایز و نامزدی‌ها
- annual award for "Best Young Arab Female Artist's Voice' at the "Oscar Video Clip Festival" (2005)